# Cawston (Norfolk)
Cawston – wieś w Anglii, w hrabstwie Norfolk, w dystrykcie Broadland. Leży 18 km na północny zachód od Norwich i 166 km na północny wschód od Londynu.
W 2001 miejscowość liczyła 1390 mieszkańców.